# Aristolochia pallida
Aristolochia pallida Willd. – gatunek rośliny z rodziny kokornakowatych (Aristolochiaceae Juss.). Występuje naturalnie w Afryce Północnej, Azji Mniejszej oraz Europie Śródziemnomorskiej (we Francji w departamentach Var, Vaucluse oraz Alpy Nadmorskie).

## Morfologia
PokrójBylina o nagich pędach. Dorasta do 20–40 cm wysokości.
KorzeńBulwiasty i kulisty. Ma niewiele rozgałęzień.
LiścieMają nerkowaty lub owalnie zaokrąglony kształt. Całobrzegie. Osadzone są na krótkim ogonku liściowym.
KwiatyPojedyncze. Mają żółto-zielonkawą lub jasnobrązową barwę z brązowymi lub purpurowymi smugami. Dorastają do 3–6 cm długości. Mają kształt wygiętej tubki. Są gładkie.
OwoceTorebki o podłużnie owalnym kształcie. Są zwisające.

## Biologia i ekologia
Rośnie na suchym i skalistym terenie. Kwitnie od marca do kwietnia.